# Baïdou
Baïdou ou Baïdu, mort en 1295, prince mongol descendant de Gengis Khan, membre de la dynastie des Houlagides, est le sixième ilkhan de Perse pendant quelques semaines en 1295.

## Biographie
Baïdou, fils de Taragay, qui n'a pas régné, est le petit-fils d'Houlagou Khan, fondateur de la dynastie, petit-fils de Gengis Khan par Tolui. Les Grands Khans des Mongols sont alors Kubilai Khan (r. 1260-1294), fils de Tolui, puis Témur Khan (r. 1294-1307), petit-fils de Kubilai.
Baïdou succède le 6 avril 1295 à son cousin Ghaykhatou, mort assassiné. 
La même année, il fait assassiner Padishah Khatun, souveraine de Kerman
Il meurt peu après, lui-même exécuté sur ordre de Ghazan, neveu de Ghaykhatou, qui lui succède.